# Grande Prêmio de Mônaco de 1960
Resultados do Grande Prêmio de Mônaco de Fórmula 1 realizado em Monte Carlo em 29 de maio de 1960. Segunda etapa da temporada, teve como vencedor o britânico Stirling Moss, que conquistou a primeira vitória da equipe Lotus-Climax na categoria.

## Classificação da prova
| Pos. | Nº | Piloto              | Construtor         | Voltas | Tempo/Diferença  | Grid | Pontos |
| ---- | -- | ------------------- | ------------------ | ------ | ---------------- | ---- | ------ |
| 1    | 28 | Stirling Moss       | Lotus-Climax       | 100    | + 2:53:45.5      | 1    | 8      |
| 2    | 10 | Bruce McLaren       | Cooper-Climax      | 100    | + 52.1           | 11   | 6      |
| 3    | 36 | Phil Hill           | Ferrari            | 100    | + 1:01.9         | 10   | 4      |
| 4    | 18 | Tony Brooks         | Cooper-Climax      | 99     | + 1 volta        | 3    | 3      |
| 5    | 2  | Jo Bonnier          | BRM                | 83     | + 17 voltas      | 5    | 2      |
| 6    | 34 | Richie Ginther      | Ferrari            | 70     | + 30 voltas      | 9    | 1      |
| 7    | 6  | Graham Hill         | BRM                | 66     | Spun Off         | 6    |        |
| 8    | 38 | Wolfgang von Trips  | Ferrari            | 61     | Embreagem        | 8    |        |
| 9    | 22 | Innes Ireland       | Lotus-Climax       | 56     | + 44 voltas      | 7    |        |
| Ret  | 4  | Dan Gurney          | BRM                | 44     | Suspensão        | 14   |        |
| DSQ  | 8  | Jack Brabham        | Cooper-Climax      | 40     | Desclassificado  | 2    |        |
| Ret  | 14 | Roy Salvadori       | Cooper-Climax      | 29     | Superaquecimento | 12   |        |
| Ret  | 24 | Alan Stacey         | Lotus-Climax       | 23     | Chassis          | 13   |        |
| Ret  | 16 | Chris Bristow       | Cooper-Climax      | 17     | Câmbio           | 4    |        |
| Ret  | 26 | John Surtees        | Lotus-Climax       | 17     | Transmissão      | 15   |        |
| Ret  | 44 | Maurice Trintignant | Cooper-Maserati    | 4      | Câmbio           | 16   |        |
| DNQ  | 12 | Bruce Halford       | Cooper-Climax      |        |                  |      |        |
| DNQ  | 32 | Cliff Allison       | Ferrari            |        |                  |      |        |
| DNQ  | 20 | Brian Naylor        | JBW-Maserati       |        |                  |      |        |
| DNQ  | 40 | Masten Gregory      | Cooper-Maserati    |        |                  |      |        |
| DNQ  | 46 | Chuck Daigh         | Scarab             |        |                  |      |        |
| DNQ  | 30 | Giorgio Scarlatti   | Cooper-Castellotti |        |                  |      |        |
| DNQ  | 48 | Lance Reventlow     | Scarab             |        |                  |      |        |
| DNQ  | 42 | Ian Burgess         | Cooper-Maserati    |        |                  |      |        |

## Tabela do campeonato após a corrida
|   | Pos. | Piloto            | Pontos |
| - | ---- | ----------------- | ------ |
|   | 1    | Bruce McLaren     | 14     |
| 4 | 2    | Stirling Moss     | 8      |
| 1 | 3    | Cliff Allison     | 6      |
| 5 | 4    | Phil Hill         | 4      |
| 2 | 5    | Carlos Menditeguy | 3      |

|   | Pos. | Construtor      | Pontos |
| - | ---- | --------------- | ------ |
|   | 1    | Cooper-Climax   | 14     |
|   | 2    | Ferrari         | 10     |
| 1 | 3    | Lotus-Climax    | 9      |
| 1 | 4    | Cooper-Maserati | 3      |
|   | 5    | BRM             | 2      |

- Nota: Somente as primeiras cinco posições estão listadas. Apenas os seis melhores resultados, dentre pilotos ou equipes, eram computados visando o título. Neste ponto esclarecemos: na tabela dos construtores figurava somente o melhor resultado dentre os carros de um mesmo time.